# Saint-Pierre-sur-Dropt
Saint-Pierre-sur-Dropt é uma comuna francesa na região administrativa da Nova Aquitânia, no departamento Lot-et-Garonne. Estende-se por uma área de 8,13 km². Em 2010 a comuna tinha 352 habitantes (densidade: 43,3 hab./km²).